# Denis Shapovalov
Denis Shapovalov (en hebreu: דניס שפובלוב; en rus: Денис Викторович Шаповалов; Tel-Aviv, Israel, 15 d'abril de 1999) és un tennista professional canadenc d'origen israelià. Tot i que juga amb Canadà, manté la doble nacionalitat canadenca i israeliana.
Va guanyar el torneig de Wimbledon en categoria júnior de 2016 i els torneig júnior de dobles de l'US Open de 2015, juntament amb el seu compatriota Félix Auger-Aliassime, arribant al número 2 del rànquing mundial en aquesta categoria.

## Biografia
Shapovalov va néixer a Tel-Aviv (Israel), fill de Viktor i Tessa Shapovalov, que eren ciutadans amb doble nacionalitat russa i israeliana, i respectivament cristià ortodox i jueva. Té un germà gran de nom Evgeniy també nascut a Israel. La família es va traslladar al Canadà durant el seu primer any de vida, i es van establir a Vaughan, Ontario.
La seva mare treballava en un club de tennis com a entrenadora i Denis va començar a practicar quan tenia cinc anys. Llavors va obrir el seu propi club de tennis "TessaTennis" i va seguir exercint com la seva entrenadora, tot i que actualment comparteix aquesta tasca amb Martin Laurendeau. Va estudiar en l'institut "Stephen Lewis Secondary School" de Vaughan.
Malgrat que representa l'equip canadenc, actualment resideix a Nassau, capital de les Bahames, i manté la doble nacionalitat canadenca-israeliana. També parla de forma fluent el rus.

## Palmarès

### Individual: 9 (4−5)
| Llegenda                          |
| --------------------------------- |
| Grand Slams (0−0)                 |
| ATP Finals (0−0)                  |
| ATP World Tour Masters 1000 (0−1) |
| ATP World Tour 500 (1−1)          |
| ATP World Tour 250 (3−3)          |

| Títols per superfície |
| --------------------- |
| Dura (4−4)            |
| Gespa (0−0)           |
| Terra batuda (0−1)    |

| Resultat  | Núm. | Data                   | Torneig              | Superfície   | Oponent              | Marcador      |
| --------- | ---- | ---------------------- | -------------------- | ------------ | -------------------- | ------------- |
| Guanyador | 1.   | 20 d'octubre de 2019   | Estocolm, Suècia     | Dura (i)     | Filip Krajinović     | 6−4, 6−4      |
| Finalista | 1.   | 3 de novembre de 2019  | París, França        | Dura (i)     | Novak Đoković        | 3−6, 4−6      |
| Finalista | 2.   | 22 de maig de 2021     | Ginebra, Suïssa      | Terra batuda | Casper Ruud          | 6−7(6), 4−6   |
| Finalista | 3.   | 14 de novembre de 2021 | Estocolm             | Dura (i)     | Tommy Paul           | 4−6, 6−2, 4−6 |
| Finalista | 4.   | 2 d'octubre de 2022    | Seül, Corea del Sud  | Dura         | Yoshihito Nishioka   | 4−6, 6−7(5)   |
| Finalista | 5.   | 30 d'octubre de 2022   | Viena, Àustria       | Dura (i)     | Daniïl Medvédev      | 6−4, 3−6, 2−6 |
| Guanyador | 2.   | 9 de novembre de 2024  | Belgrad, Sèrbia      | Dura (i)     | Hamad Medjedovic     | 6−4, 6−4      |
| Guanyador | 3.   | 9 de febrer de 2025    | Dallas, Estats Units | Dura (i)     | Casper Ruud          | 7−6(5), 6−3   |
| Guanyador | 4.   | 20 de juliol de 2025   | Los Cabos, Mèxic     | Dura         | Aleksandar Kovacevic | 6−4, 6−2      |

### Dobles masculins: 2 (0−2)
| Llegenda                          |
| --------------------------------- |
| Grand Slams (0−0)                 |
| ATP Finals (0−0)                  |
| ATP World Tour Masters 1000 (0−0) |
| ATP World Tour 500 (0−0)          |
| ATP World Tour 250 (0−2)          |

| Títols per superfície |
| --------------------- |
| Dura (0−0)            |
| Gespa (0−1)           |
| Terra batuda (0−0)    |

| Resultat  | Núm. | Data                 | Torneig             | Superfície | Parella       | Oponents                    | Marcador    |
| --------- | ---- | -------------------- | ------------------- | ---------- | ------------- | --------------------------- | ----------- |
| Finalista | 1.   | 16 de juny de 2019   | Stuttgart, Alemanya | Gespa      | Rohan Bopanna | John Peers Bruno Soares     | 5−7, 3−6    |
| Finalista | 2.   | 19 de febrer de 2022 | Doha, Qatar         | Dura       | Rohan Bopanna | Wesley Koolhof Neal Skupski | 6−7(4), 1−6 |

### Equips: 3 (2−1)
| Resultat  | Núm. | Data                   | Torneig                     | Superfície | Equip                                                             | Oponents                                                                         | Marcador |
| --------- | ---- | ---------------------- | --------------------------- | ---------- | ----------------------------------------------------------------- | -------------------------------------------------------------------------------- | -------- |
| Finalista | 1.   | 24 de desembre de 2019 | Copa Davis, Madrid, Espanya | Dura (i)   | F. Auger-Aliassime Vasek Pospisil Brayden Schnur                  | R. Bautista Agut P. Carreño Busta Marcel Granollers Feliciano López Rafael Nadal | 0−2      |
| Guanyador | 1.   | 9 de gener de 2022     | ATP Cup, Sydney, Austràlia  | Dura       | F. Auger-Aliassime Steven Diez Brayden Schnur                     | R. Bautista Agut P. Carreño Busta A. Davidovich Fokina Pedro Martínez            | 2−0      |
| Guanyador | 2.   | 27 de novembre de 2022 | Copa Davis, Màlaga, Espanya | Dura (i)   | F. Auger-Aliassime Gabriel Diallo Alexis Galarneau Vasek Pospisil | Matthew Ebden Thanasi Kokkinakis Alex de Minaur Max Purcell                      | 2−0      |

## Trajectòria

### Individual
| Open d'Austràlia | A   | A     | 2R    | 3R    | 1R    | 3R    | QF | 3R | 1R | 0 / 7     | 11 – 7    |
| Roland Garros | A   | Q     | 2R    | 1R    | 2R    | A     | 1R | 3R |    | 0 / 5     | 4 – 5     |
| Wimbledon | A   | 1R    | 2R    | 1R    | NC    | SF    | 2R | 4R |    | 0 / 6     | 10 – 6    |
| US Open | A   | 4R    | 3R    | 3R    | QF    | 3R    | 3R |    |    | 0 / 6     | 15 – 6    |
| Total Victòries–Derrotes                                                                                                  | 2−2 | 12−13 | 35−28 | 38−28 | 17−15 | 31−23 |    |    |    | 135 – 110 | 135 – 110 |
| Rànquing a final d'any | 250 | 51    | 27    | 15    | 12    | 14    |    |    |    |           |           |
| Llegenda: G: Guanyador; F: Finalista; SF: Semifinalista; QF: Quarts de final; Q: Qualificació; A: Absent; RR: Round Robin |     |       |       |       |       |       |    |    |    |           |           |

### Dobles masculins
| Open d'Austràlia | A   | A     | A   | 2R | 0 / 1   | 1 – 1   |
| Roland Garros | A   | A     | 1R  |    | 0 / 1   | 0 – 1   |
| Wimbledon | A   | A     | NC  |    | 0 / 0   | 0 – 0   |
| US Open | A   | 3R    | QF  |    | 0 / 2   | 5 – 2   |
| Total Victòries–Derrotes                                                                                                  | 3−9 | 19−16 | 9−7 |    | 32 – 35 | 32 – 35 |
| Rànquing a final d'any | 300 | 50    | 49  |    |         |         |
| Llegenda: G: Guanyador; F: Finalista; SF: Semifinalista; QF: Quarts de final; Q: Qualificació; A: Absent; RR: Round Robin |     |       |     |    |         |         |